# 無神之地不下雨
《無神之地不下雨》（英語：Rainless Love in a Godless Land），是三鳳製作於2021年推出的末日神話愛情影集。由新銳導演洪子鵬執導，金鐘獎編劇簡奇峯及新人編劇程雲佳、蘇冠禎執筆，曾之喬、傅孟柏、顏毓麟主演，柯佳嬿、鄭元暢友情演出。
於2020年12月8日舉行卡司發布記者會，2021年3月16日舉行殺青宴，2021年10月17日起於愛奇藝及華視主頻首播，隔週六於八大戲劇台聯播。該劇受文化部影視及流行音樂產業局補助新臺幣2,100萬元。
故事取材阿美族泛靈神話，劇情描述因環境問題而使眾神選擇不再祝福這片土地為開端，隨著最後一場雨的到來，眾神紛紛離開祂們所眷戀的人間，展開一段在末日倒數前的人神愛情故事。

## 播出時間

### 首播
| 頻道       | 所在地 | 播映日期       | 播出時間             | 備註          |
| 華視主頻   | 臺灣   | 2021年10月17日 | 每週日 21:00 - 22:30 | 首播無MOD授權 |
| 八大戲劇台 | 臺灣   | 2021年10月23日 | 每週六 20:00 - 21:30 |               |
| 八大綜合台 | 臺灣   | 2022年7月10日  | 每週日 22:00 - 23:30 |               |

### 網路平台
| 頻道         | 所在地   | 播映日期       | 播出時間          | 備註          |
| 愛奇藝國際版 | 部分地區 | 2021年10月17日 | 每週日 22:00 上架 | VIP搶先看一集 |

### 重播
| 頻道       | 所在地 | 播映日期       | 播出時間             |
| 八大戲劇台 | 臺灣   | 2021年10月24日 | 每週日 00:00 - 01:30 |
| 八大戲劇台 | 臺灣   | 2021年10月24日 | 每週日 12:00 - 13:30 |
| 華視主頻   | 臺灣   | 2021年10月24日 | 每週日 00:15 - 01:45 |
| 華視主頻   | 臺灣   | 2021年10月30日 | 每週六 14:00 - 15:30 |

## 演員列表
註：「神靈（Kawas）」之角色名均為阿美族語。

### 主要人物
| 演員                    | 角色                  | 介紹 | 登場集數             |
| 曾之喬 （童年：鄭又菲） | 謝天娣                | 山峯私旅導遊、祭司 巴奈的孫女，總將「謝天謝地」掛在嘴邊，不論遇上多麼糟糕的事，她都會奇蹟似的化險為夷。喜歡'Orad，機緣巧合下承接了祖母的身分成為一名祭司，並掌握了'Orad的部分能力，之後亦被Kakarayan賦予治癒病痛的能力。外貌與Tiyamacan相似。 | 全劇                 |
| 曾之喬 （童年：鄭又菲） | Tiyamacan（迪雅瑪贊） | 發光的女孩 Kakarayan愛上的人類女孩。 | 12                   |
| 傅孟柏                  | 'Orad（雨）           | 雨之神、Kakarayan代行者 化名：李映晨 謝天娣的專屬守護神。擁有掌控雨水、瞬間移動、為所有Papa'orip（靈）命名的能力，代替Kakarayan行走和守護這個祂創造的世界，他走到哪雨就跟到哪。為了逆天改命救回謝天娣而被封印神力貶為凡人，之後再次為了救天娣對Kakarayan許願而恢復神力。本身的存在為Kakarayan所許下的願望，與Kakarayan有相同的外貌。                         | 全劇                 |
| 傅孟柏                  | Kakarayan（造物主）   | 宇宙萬物的創造者，賦予世界萬物祝福。祂愛上了人類女孩Tiyamacan，卻因為人神差距無法守護她，祂因此創造了代行者'Orad，替自己完成無法達成的願望。 | 10、12-13            |
| 顏毓麟                  | 李溥輝                | 智慧之神（Saripatsip sapatrok）、哲學系教授 Malusakadat之夫，擁有能言善道的好口才，相較於其他神，更熱衷與人類為伍。因為不知名的原因，恐懼及排斥回到眾神原生地，也因為受不了Malusakadat的叨念而逃跑。在得知天娣看到的時光倒影後，請求Fali讓自己回到原生地尋找老婆，直到他走進那扇通往原生地的門，他才認知到自己從來不曾存在過，只是為了夢境而編造的虛擬人物。 | 1-3、4（照片）、5-13 |

### 神靈
註：本劇之友情演出代表貫穿全劇的重要角色。
| 演員                | 角色                          | 介紹 | 登場集數         |
| 柯佳嬿 （友情演出） | Toem（雲）                    | 雲霧之神 化名：愛麗絲 如雲霧般變幻莫測，擁有瞬間移動及穿梭人心的能力，能窺探世上每個人的內心，守護著大家的謊言。只要她現身，往往都是關鍵性時刻。為了守護'Orad的存在，不惜傷害謝天娣而墮落淪為Kariah（惡靈）。最終掌握了真相卻無法傳達給任何人，也無法守護來不及實現的願望。                                                         | 1-8、10-13       |
| 柯佳嬿 （友情演出） | 彩雲老師 （聲音演出：丁也恬） | Toem變身的塔羅算命老婦人。 | 2                |
| 鄭元暢 （友情演出） | Fali（風）Lemed（夢）         | 風之神、夢之神、因果矯正司司長 化名：宋曉楓 主導眾神撤離人間的任務，擁有瞬間移動與修改記憶的能力，為造物主保護秘密的守密者。真實身份為可掌控夢境的Lemed（夢之神），他將自己能力的一部分化為Kawas用以梳理記憶的「記憶之梳」（實則為梳理夢境的「夢境之梳」），曾讓'Orad誤以為自己所看見的夢是時光倒影。為Kakarayan第一個創造的Kawas。 | 1-3、6-13        |
| 鍾欣凌              | Raka（珊瑚）                  | 珊瑚之神 化名：魯卡·卡卡拉雅 來自於海洋珊瑚的神靈，在人們逐漸遺忘神靈的時代，許多神靈開始隱藏自己的身分，透過與人類共同生活來履行與造物主最初訂下的約定——「祝福人類」。被Toem設計淪為惡靈，後被Fali親手消滅。 | 1、4、6、11、13  |
| 郭書瑤              | Malusakadat（梳理）           | 梳理女神（Malusakadat）、因果矯正司長秘書 李溥輝之妻，工作是協助Fali管理人世間所有的因果。喜歡邏輯和秩序，興趣是將所有的東西收拾得井井有條，最討厭隨機，無法接受任何超出她預期的事情。在被撤離人間之際察覺Fali的異樣，卻為時已晚。                                                                                                  | 1-3、5、8-11、13 |
| 陳昊森 （特別演出） | Saowac（溪流）                | 溪流之神 奉命站崗因果矯正司的監禁之處，看守因不願撤離人間而被囚禁的Raka。 | 1、12            |
| 嚴正嵐 （特別演出） | Cariwciw（綠繡眼）            | 綠繡眼之神 化名：小青 來自林野的巴奈守護神靈——綠繡眼，平時總是活蹦亂跳、嘰嘰喳喳的。一直陪伴在巴奈的身旁，看著她承受許多的痛苦，卻無能為力。順應因果矯正司號令，在不捨之下與巴奈道別後離開人間。 | 2-3、8-9、13     |
| 許光漢 （特別演出） | Kakarayan（天空）             | 造物主 宇宙萬物的創造者，賦予世界萬物祝福，因為對人類無止境的偏愛，造就了人類的自大，人類開始破壞污染自然環境、海洋、河川，祂因此傷心地對自己說了一個謊，在謊言裡，有個人成為了祂在人間的代行者，代替祂行走與守護這個世界。受謝天娣的召喚，以她喜歡的樣貌現身在她的面前。                                                           | 10-11            |
| 許光漢 （特別演出） | 許光漢                        | 謝天娣喜歡的男明星。 | 4-5              |
| 徐詣帆 （特別演出） | Hinapeloh（芒草）             | 看見Papa' orip（靈）對人類造成傷害，進而向Fali求助，卻陷入Fali設下的圈套遭強行撤離人間。 | 7                |
| 李沐 （特別演出）   | Molengaw（萌芽）              | Fali賜予名字的Kawas之一。 | 11               |
| 劉敬 （特別演出）   | Mipalololay（再生）           | 原為會帶給人類傷害的Papa' orip（白腳印），最後成為由Kakarayan賦予名字和樣貌的Kawas之一。 | 13               |

### 謝天娣周邊人物
| 演員              | 角色       | 介紹 | 登場集數        |
| 柯淑勤            | 巴奈．布浪 | 謝天娣的奶奶，67歲。時間對巴奈的意義並不大，身為Sikawasay（祭師）的她背負著許多使命，唯有少部分的時間，她才能在小天娣面前像個普通的慈祥奶奶，對她說著許多關於部落的神話故事。 | 1-3、5-6、8-13  |
| 子育 （特別演出） | 嫦芬       | 山峯私旅老闆娘。 | 1-2、4-7、9、13 |
| 林雨葶            | 吳依涵     | 吳嫦芬的女兒。山峯私旅員工。 | 1-11、13        |
| 劉育仁            | 阿不       | 山峯私旅攝影師。 | 全劇            |
| 林玉書            | 王亭儀     | 山峯私旅員工。 | 1-7、9-10、13   |

### 特別演出
| 演員       | 角色             | 介紹                                                             | 登場集數          |
| 楊翹碩     | 行政人員         | 因果矯正司的行政人員。                                           | 1                 |
| 賴東賢     | 白忠宥           | 謝天娣的前男友。                                                 | 1、3、7           |
| 姚愛寗     | 陳愛婷           | 陳愛玉的姐姐。                                                   | 1、4-6、10-11、13 |
| 葉子綺     | 陳愛玉           | 陳愛婷的妹妹。                                                   | 1、4-6、11、13    |
| 陳珮騏     | Peggy            | 陳愛婷、陳愛玉的媽媽，在酒店工作，後被殺害。                     | 1、4-6、13        |
| 黃嘉千     | 陳素珍           | 謝天娣的寄養家庭養母 。                                          | 1、3              |
| 八三夭劉逼 | 蘭花太子爺       | 通靈神棍。                                                       | 2                 |
| 岑永康     | 男主播           | 新聞主播、電視節目名嘴。                                         | 4、6-9、13        |
| 林子閎     | 張予舜           | 氣象研究員。                                                     | 5                 |
| 李國毅     | 賴智銘           | 謝天娣的前男友。                                                 | 7                 |
| 晏柔中     | 春嬌             | 賴智銘劈腿的女生。                                               | 7                 |
| 盧彥澤     | 齊添             | 謝天娣的前男友。                                                 | 7                 |
| 邵奕玫     | 呂頌恩           | 與謝天娣進行心臟移植者，因天娣改變自己命運，等不到心臟移植去世。 | 7-9               |
| 孫盛希     | Papa' orip（靈） | 白腳印（女歌手），會帶給人類傷害的靈。                           | 7-10              |
| 邱勝翊     | 陳思捷           | 2016年時暗戀謝天娣，告白失敗。                                   | 7(彩蛋)           |
| 張家慧     | 阿梅（長）       | 護理長                                                           | 9-11、13          |
| 林鶴軒     | 大賀             | 電視節目名嘴                                                     | 9                 |

### 其他人物
| 演員         | 角色                  | 介紹                                     | 登場集數                 |
| 莊雨潔       | 女主播                | 氣象主播。                               | 1、3-4、6、13            |
| 王沐         | 孕婦                  | 'Orad變身的孕婦。                        | 1、11                    |
| 仇千可       | 員工                  | 因果矯正司員工。                         | 1、11-12                 |
| 蔡政良       | 員工                  | 因果矯正司員工。                         | 1、3、8、11-12           |
| 陳占宇       | 員工                  | 因果矯正司員工。                         | 1、11                    |
| 戴偉智       | 員工                  | 因果矯正司員工。                         | 1、3、8、12              |
| 陳又榆       | 員工                  | 因果矯正司員工。                         | 1、11                    |
| 康瑜芝       | 員工                  | 因果矯正司員工。                         | 1、11                    |
| 謝明君       | 員工                  | 因果矯正司員工。                         | 1、11                    |
| 李承恩       | 員工                  | 因果矯正司員工。                         | 1、3、12                 |
| 鄭又菲       | 小天娣                | 童年謝天娣。                             | 1-3、5-8、11-12          |
| 翁藝菁       | 觀光客                | 景點觀光客。                             | 1、13                    |
| 謝馥蒪       | 觀光客                | 景點觀光客。                             | 1、13                    |
| NUSHIMO RUNA | 赤名莉香              | 謝天娣帶的旅遊團。                       | 1                        |
| 福田千穗     | 雨宮舞子              | 謝天娣帶的旅遊團。                       | 1                        |
| 任媛媛       | 葉山南                | 謝天娣帶的旅遊團。                       | 1                        |
| 早川小百合   | 上杉理子              | 謝天娣帶的旅遊團。                       | 1                        |
| 沈菲         | 謝天娣                | 謝天娣替身                               | 1-2、4-5、7-8、10-11、13 |
| 胡皓翔       | 房仲                  | 推薦謝天娣買房的業者。                   | 1、3                     |
| 洪雅如       | 和善婦人              | 陪伴Raka的婦人。                         | 1                        |
| 周容         | 老婦人                | 陪伴Raka的婦人。                         | 1、4                     |
| 陳彥瑄       | 外籍看護              | 老婦人的看護。                           | 1、4                     |
| 張漠         | 女同學                | 李溥輝課堂上的學生。                     | 1                        |
| 張雅惟       | 女同學                | 李溥輝課堂上的學生。                     | 1                        |
| 林煒傑       | 男同學                | 李溥輝課堂上的學生。                     | 1                        |
| 蘇育緯       | 男同學                | 李溥輝課堂上的學生。                     | 1                        |
| 侯莘容       | 路人                  |                                          | 2-4、8                   |
| 張義         | 路人                  | 2-4、8                                   |                          |
| 駱彥亨       | 路人                  | 2-4、8                                   |                          |
| 許永明       | 肇事車主              | 時光倒影中駕車撞上謝天娣的人。           | 2-4、8                   |
| 陳昶瑋       | 救生員                | 救生員                                   | 2                        |
| 陳昶瑋       | 'Orad（雨替身）       |                                          | 2                        |
| 陳相甫       | 'Orad（雨替身）       | 11-12                                    |                          |
| 洪博軒       | 'Orad（雨替身）       | 4、10、13                                |                          |
| 洪博軒       | 阿梅夫                | 阿梅老公                                 | 8-9                      |
| 藍甯         | OL                    | 路人。                                   | 2                        |
| 張念衡       | 高中生                | 路人。                                   | 2                        |
|              | 中年男子              | 路人。                                   | 2                        |
| 姜勳         | 韓國男團              | 吳依函帶的旅遊團。                       | 2-3                      |
| Nine         | 韓國男團              | 吳依函帶的旅遊團。                       | 2-3                      |
| 林家樂       | 韓國男團              | 吳依函帶的旅遊團。                       | 2-3                      |
| 張勢永       | 韓國男團              | 吳依函帶的旅遊團。                       | 2-3                      |
| 林薇         | 算命女客              | 彩雲老師的客人。                         | 2                        |
| 章郁珈       | 高中同學              | 聖北高中同學。                           | 2、7                     |
| 楊芳瑜       | 高中同學              | 聖北高中同學。                           | 2、7                     |
| 吳旻澔       | 醫生                  | （受訪）醫生                             | 3                        |
| 翁嘉駿       | 醫生                  | （受訪）醫生                             | 5                        |
| 黃國峰       | 醫生                  | （受訪）醫生                             | 8                        |
| 陳銀貴       | 醫生                  | （受訪）醫生                             | 9                        |
| 戴立祥       | 醫生                  | （受訪）醫生                             | 9                        |
| 劉昌翰       | 醫生                  | （受訪）醫生                             | 10                       |
| 洪佳欣       | 護理師                | 護理師                                   | 3                        |
| 吳宜慧       | 日本女旅客            | 謝天娣帶的旅遊團。                       | 3                        |
| 李幸         | 日本女旅客            | 謝天娣帶的旅遊團。                       | 3                        |
| 田中壽子     | 日本女旅客            | 謝天娣帶的旅遊團。                       | 3                        |
| 賴咏捷       | 日本女旅客            | 謝天娣帶的旅遊團。                       | 3                        |
| 賴宇宣       | 日本女旅客            | 謝天娣帶的旅遊團。                       | 3                        |
| 周容戎       | Tinooy（織布）        | 撤離人間時被點名的神靈。                 | 3、8                     |
| 張家陞       | Tangfol（銅鈴）       | 撤離人間時被點名的神靈。                 | 3、8                     |
| 王憲政       | Kowal（紅藜）         | 撤離人間時被點名的神靈。                 | 3、8                     |
| 莊蕓韶       | Kadofah（豐收）       | 撤離人間時被點名的神靈。                 | 3、8                     |
| 羅質毅       | 'Aresing（露水）      | 撤離人間時被點名的神靈。                 | 3、8                     |
| 蘇小斐       | Onsing（溫泉）        | 撤離人間時被點名的神靈。                 | 3、8                     |
| 范晉齊       | Damay（青苔）         | 撤離人間時被點名的神靈。                 | 3、8                     |
| 李育修       | Misalo（山丘）        | 撤離人間時被點名的神靈。                 | 3、8                     |
| 陳瑋茜       | Soror alimolo（生長） | 撤離人間時被點名的神靈。                 | 3、8                     |
| 施懿珊       | Atomo（陶土）         | 撤離人間時被點名的神靈。                 | 3、8                     |
| 陳柏文       | Cilah（鹽巴）         | 撤離人間時被點名的神靈。                 | 3、8                     |
| 張威光       | Sasuyuyan（捕魚）     | 撤離人間時被點名的神靈。                 | 3、8                     |
| 郭明萱       | 'Anekak（烏鴉）       | 撤離人間時被點名的神靈。                 | 3、8                     |
| 張可韓       | Hafay（小米）         | 撤離人間時被點名的神靈。                 | 3、8                     |
| 王朝威       | 顧客                  | 超商顧客                                 | 4                        |
| 饒惟昀       | 愛婷媽（替身）        |                                          | 4、6                     |
| 趙惠雯       | 女主播                | 新聞主播                                 | 4                        |
| 潘佳莉       | 天娣媽                | 小謝天娣的媽媽、巴奈的媳婦。             | 5、11-12                 |
| 徐青雲       | 里長                  | 里長                                     | 5、11-12                 |
| 鍾振盛       | 居民                  | 居民                                     | 5、11-12                 |
| 徐子桓       | 居民                  | 居民                                     | 5、11-12                 |
| 林晉宇       | 警察                  | 人民保母                                 | 5、11-12                 |
| 溫沅庭       | 警察                  | 人民保母                                 | 5、11-12                 |
| 黃威猛       | Papa' orip（靈）      | 白泥人                                   | 5、10、13                |
| 黃威猛       | Papa' orip（靈）      | 白腳印（中年男子）。                     | 7-10                     |
| 洪毓璟       | 鄉民                  | 鄉村民眾                                 | 5、10                    |
| 陳曼麗       | 鄉民                  | 鄉村民眾                                 | 5、10                    |
| 季諾         | Papa' orip（靈）      | 白腳印（小男孩）。                       | 5、9-10                  |
| 紀楷寓       | 男同學                | 小男孩的同學。                           | 5、9                     |
| 潘宥叡       | 男同學                | 小男孩的同學。                           | 5、9                     |
| 陳威仁       | 男同學                | 小男孩的同學。                           | 5、9                     |
| 呂士琛       | 男同學                | 小男孩的同學。                           | 5、9                     |
| 福定         | 族人                  |                                          | 5                        |
| 張子揚       | 阿伯                  | 打麻將的阿伯。                           | 5                        |
| 王憲政       | 阿伯                  | 打麻將的阿伯。                           | 5                        |
| 吳廷華       | 阿伯                  | 打麻將的阿伯。                           | 5                        |
| 鄭芯恩       | Papa' orip（靈）      | 白腳印（年輕女子）。                     | 5                        |
| 朱珮瑢       | 社工                  | 社會局社工。                             | 6                        |
| 董雅麗       | 女員工                | 謝天娣的打工同事。                       | 7                        |
| 長井優治     | 高中生                | 菜市場玩手遊的高中生。                   | 7                        |
| 周健瑜       | 高中生                | 菜市場玩手遊的高中生。                   | 7                        |
| 洪浩智       | 高中生                | 菜市場玩手遊的高中生。                   | 7                        |
| 饒玉宇       | 頌恩媽                | 呂頌恩的媽媽。                           | 7-9                      |
| 言若銥       | 女歌手（替身）        | 為Papa 'orip（靈）其中一個化身           | 7-10                     |
| 馮聖棋       | 人員                  | 飯店櫃檯人員。                           | 7                        |
| 薛良志       | 司機                  | 計程車司機。                             | 7                        |
| 陳永輝       | 老人                  | 公園泡茶下棋的老人。                     | 7                        |
| 林義欽       | 老人                  | 公園泡茶下棋的老人。                     | 7                        |
| 簡宗福       | 老人                  | 公園泡茶下棋的老人。                     | 7                        |
| 邱天麟       | 老人                  | 公園泡茶下棋的老人。                     | 7                        |
| 李孟俐       | 護理師                | 護理師                                   | 7-9                      |
| 林孟潔       | 上班族                | 街頭歌手的周邊人物                       | 8                        |
| 陳志清       | 路人                  | 街頭歌手的周邊人物                       | 8                        |
| 薛綸         | 吉他女                | 街頭歌手的周邊人物                       | 8                        |
| 丁一祐       | 氣球男子              | 街頭歌手的周邊人物                       | 8                        |
| 陳光敬       | 酒客                  | 毆打'Orad（雨）的酒客                    | 8                        |
| 王泰斗       | 酒客                  | 毆打'Orad（雨）的酒客                    | 8                        |
| 陳文廷       | 小                    | 阿梅兒子                                 | 8-11                     |
| 黃國智       | 駕駛                  | 駕駛                                     | 8-9                      |
| 曾信騰       | 路人                  | 路人                                     | 8-9                      |
| 黃開得       | 路人                  | 路人                                     | 8-9                      |
| 林鵬庭       | 昏倒男                | 昏倒男子                                 | 8-9                      |
| 莊仙蒂       | 昏倒男女友            | 昏倒男子的女友                           | 8-9                      |
| 鄭閔文       | 情侶                  | 制高點情侶                               | 8                        |
| 賴宜儒       | 情侶                  | 制高點情侶                               | 8                        |
| 林格宇       | Falo（花）            | Kawas(神靈)，為'Orad（雨）取名對象之一。 | 9、12                    |
| 葉蕙芝       | 護理師                | 阿梅同事                                 | 9-11                     |
| 白欣平       | 護理師                | 阿梅同事                                 | 9-10                     |
| 范婕希       | 記者                  | 新聞記者                                 | 9                        |
| 鄭安迪       | Papa 'orip（靈）      | 白腳印（爸爸）                           | 9                        |
| 林郁璋       | 記者                  | 訪醫生記者                               | 9                        |
| 萬家麟       | Papa 'orip（靈）      | 白腳印（客運男子）                       | 9-10                     |
| 蔡懿玟       | 尖叫女                | 尖叫女子                                 | 9                        |
| 張蓓雯       | 旅客                  | CPR旅客                                  | 9                        |
| 吳東霖       | 旅客                  | CPR旅客                                  | 9                        |
| 林宜銨       | 旅客                  | CPR旅客                                  | 9                        |
| 洪富朋       | 旅客                  | 昏倒旅客                                 | 9                        |
| 紀羽柔       | 路人                  | 路人                                     | 9、11、13                |
| 洪瑋駿       | 路人                  | 路人                                     | 9、11、13                |
| 張雅         | 護理師                | 護理師                                   | 10                       |
| 吳淑莉       | 護理師                | 護理師                                   | 10                       |
| 孫伊璉       | 護理師                | 護理師                                   | 10                       |
| 范奕騰       | 保全                  | 醫院保全                                 | 10                       |
| 李芷儀       | 阿梅                  | 阿梅替身                                 | 11                       |
| 陳蔚         | Toem（雲）            | Toem（雲替身）                           | 12                       |
| 岑翠         | 日本姊姊              | 日本姊姊                                 | 13                       |
| 李真須美     | 日本姊姊              | 日本姊姊                                 | 13                       |
| 鍾秀柔       | 女同學                | 大三同學                                 | 13                       |
| 李由         | 女同學                | 大三同學                                 | 13                       |
| 雷力         | 客戶                  | 廣告客戶                                 | 13                       |
| 周佩珈       | 客戶                  | 廣告客戶                                 | 13                       |
| 江靜思       | 攝影師                | 平面攝影師                               | 13                       |

## 電視劇歌曲
原聲帶由滾石唱片製作發行。
| 曲別   | 歌名         | 演唱者     | 作詞                     | 作曲                   |
| 片頭曲 | 最後一秒鐘   | 九澤CP     | 陳零九                   | 邱鋒澤、陳零九、張暐弘 |
| 片尾曲 | 雨不停。流   | 孫盛希     | 葛大為                   | 孫盛希                 |
| 插曲   | 成為你的所有 | 原子邦妮   | 查查（母語歌詞：簡奇峯） | Nu、查查               |
| 插曲   | 想對你說     | 原子邦妮   | 查查                     | Nu、查查               |
| 插曲   | 讓我聽見你   | 小男孩樂團 | 米非                     | 米非、陳君豪           |
| 插曲   | 我做得到     | 小男孩樂團 | 葛大為                   | 佳旺、米非             |
| 插曲   | 煙雨         | 陳零九     | 陳零九                   | 陳零九                 |
| 插曲   | 知足         | 五月天     | 阿信                     | 阿信                   |
| 插曲   | 抱著你       | 張震嶽     | 張震嶽                   | 張震嶽                 |

## 每集列表
註：收視率取自華視。
| 集數 | 標題                               | 首播日期       | 收視率 |
| 1    | 被眾人遺忘的祂們                   | 2021年10月17日 | 1.32   |
| 2    | 是守護神，還是死神                 | 2021年10月24日 |        |
| 3    | 上帝不擲骰子                       | 2021年10月31日 |        |
| 4    | 最後一場雨之後                     | 2021年11月7日  |        |
| 5    | 寧靜末日倒數中                     | 2021年11月14日 |        |
| 6    | 眨眼睛的人                         | 2021年11月21日 |        |
| 7    | 眼淚的名字                         | 2021年11月28日 |        |
| 8    | 每一句謊言背後，都是等待成真的願望 | 2021年12月5日  |        |
| 9    | 這個世界 跟你，我選擇你            | 2021年12月12日 |        |
| 10   | 因為無所不能，所以無能為力         | 2021年12月19日 |        |
| 11   | 時光的倒影                         | 2021年12月26日 |        |
| 12   | 如雲一般的夢境                     | 2022年1月2日   |        |
| 13   | 與世界末日擦身而過的每一天         | 2022年1月9日   |        |

## 周邊商品
- 《無神之地不下雨》晴天娃娃X雨天娃娃
  - 作者：三鳳製作
  - 出版社：水靈文創
  - 出版日期：2021年11月8日
- 《無神之地不下雨》寫真書
  - 作者：三鳳製作
  - 出版社：水靈文創
  - 出版日期：2021年12月19日
  - ISBN 9786269507658
- 《無神之地不下雨》原著小說
  - 作者：三鳳製作
  - 出版社：水靈文創
  - 出版日期：2022年1月7日

## 拍攝地點
- 'Orad走過之海邊

臺東縣成功鎮 臺東祕境海邊
- 時光倒影中之末日場景

新竹市香山區 香山沙丘
- Kawas們撤離之港口

宜蘭縣頭城鎮 烏石漁港一字堤
- Kawas們撤離之月臺

花蓮縣富里鄉 東里車站
- Raka藏身處

桃園市復興區 普拉多山丘假期景觀餐廳
- 'Orad撤離Raka之起點

新北市板橋區 河濱公園
- 'Orad幫Falo取名處

桃園市龜山區 春天農場
- 因果矯正司-拘留室

臺北市中山區 臺北自然水園區
- 因果矯正司-辦公區

臺北市南港區 瓶蓋工廠臺北製造所
- 'Orad家外觀

花蓮縣豐濱鄉 港口村花蓮石梯灣118民宿
- 謝天娣與同事勘景地點

臺北市北投區 地熱谷
- 海岸邊觀景臺

新北市萬里區 萬里幸福廣場
- 日本團下榻飯店

臺東縣臺東市 臺東娜路彎大酒店
- 謝天娣、賴志銘敘舊餐廳

臺北市松山區 J12 Cafe
- Raka重逢愛婷、愛玉的公園

臺北市中山區 華山公園
- 吳依函介紹原住民美食之餐廳

臺東縣卑南鄉 原始部落山地美食
- 蘭花太子出現地

臺北市信義區 三長廟
- 天娣發生意外的十字路口

臺北市內湖區 瑞光路583巷及基隆路3巷路口
- 天娣舊家

臺北市中正區 臺北國際藝術村
- 巴奈家

臺東縣東河鄉興昌村
- 林蔭大道

桃園市龜山區 長庚高爾夫球場
- 'Orad治癒天娣的公車亭

臺北市內湖區 公車亭
- 天娣新家

新北市土城區 長群享享
- 美和部落公車亭

臺東縣卑南鄉 利嘉派出所附近商店
- 彩雲老師的算命攤

臺北市大安區 敦化南路/基隆路口 地下道
- 人們誠心祈求的廟宇

新北市三重區 先嗇宮
- 造物主訊息出現處

臺北市大安區 捷運忠孝復興站出口
- 靈的生成之地

新北市三峽區 東眼橋
- 珊瑚之神經營的水族館

新北市林口區 玩蝦坊
- 智慧之神任教的學校

新北市新莊區 輔仁大學歷史系

## 製作團隊
- 導演：洪子鵬
- 出品人：龔宇
- 總監製：楊向華
- 總策劃：楊鳴、陳瀟、薛聖棻
- 製作人：陳芷涵、麻怡婷
- 監製：李育倩
- 策劃：朱挈儂
- 編劇：簡奇峯、程雲佳、蘇冠禎
- 序場故事長老：徐詣帆
- 序場故事小巴奈：陳念喬
- 製作公司：三鳳製作、愛奇藝國際版
- 冠名贊助
  - 華視：FORA 福爾威創快篩
  - 八大：鴻鼎 台灣黑熊曲奇餅
  - 愛奇藝：美神契約 暮光膠點綻放組

## 獎項紀錄
| 年份   | 頒獎典禮     | 獎項                 | 入圍者                   | 結果 |
| 2022年 | 第57屆金鐘獎 | 主題歌曲獎           | 查查、Nu《成為你的所有》 | 提名 |
| 2022年 | 第57屆金鐘獎 | 戲劇類節目視覺特效獎 | 李昭樺、梁晨興           | 提名 |

## 外部連結
- 官方网站－華視
- 官方网站－八大
- 官方网站－愛奇藝
- 無神之地不下雨的Facebook專頁
- 無神之地不下雨的Instagram帳戶（繁體中文）

| 臺灣 華視主頻 每週日 21:00－22:30            | 臺灣 華視主頻 每週日 21:00－22:30 | 臺灣 華視主頻 每週日 21:00－22:30 |
| -------------------------------------------- | --- | --------------------------------- |
|                                              | 無神之地不下雨 （2021年10月17日－2022年1月9日） |                                   |
| 俗女養成記2 （2021年8月8日－2021年10月10日） | 天橋上的魔術師（重播） （21:00－23:00） （2022年1月16日－2022年2月13日）麻醉風暴 （21:00－23:00） （2022年2月20日－2022年3月6日）婚姻結業式 （21:00－22:00） （2022年3月13日－2022年5月8日） |                                   |

| 臺灣 八大戲劇台 每週六 20:00－21:30                          | 臺灣 八大戲劇台 每週六 20:00－21:30                                                                                              | 臺灣 八大戲劇台 每週六 20:00－21:30 |
| ------------------------------------------------------------ | --- | ----------------------------------- |
|                                                              | 無神之地不下雨 （2021年10月23日－2022年1月15日）                                                                                 |                                     |
| 超感應學園 （20:00 - 22:00） （2021年8月7日－2021年10月9日） | 我們不能是朋友（重播） （20:00－22:00） （2022年1月22日－2022年4月2日）最佳利益 （20:00－22:00） （2022年4月9日－2022年6月11日） |                                     |

| 臺灣 八大綜合台 每週日 22:00－23:30                        | 臺灣 八大綜合台 每週日 22:00－23:30             | 臺灣 八大綜合台 每週日 22:00－23:30 |
| ---------------------------------------------------------- | ----------------------------------------------- | ----------------------------------- |
|                                                            | 無神之地不下雨 （2022年7月10日－2022年10月2日） |                                     |
| 熱血高校 （22:00 - 23:00） （2022年4月10日－2022年7月3日） | 愛情發生在三天後 （2022年10月9日－）            |                                     |